# Афонин, Николай Григорьевич
Николай Григорьевич Афонин (1912—1992) — советский военачальник, генерал-майор авиации. Начальник Балашовского высшего военного авиационного училища лётчиков (1953—1964), участник Советско-финляндской, Великой Отечественной, Советско-японской и Китайской гражданской войн.

## Биография
Родился 3 марта 1912 года в Иваново-Вознесенске, Владимирской губернии.
С 1932 года призван в ряды РККА и направлен для обучения в Высшую школу морских лётчиков и лётнабов имени И. В. Сталина. С 1933 по 1938 год служил в войсках ВВС Ленинградского военного округа в должности лётчика и старшего лётчика 5-й тяжёлой бомбардировочной авиационной эскадрильи в составе 2-й тяжёлой бомбардировочной авиационной бригады. С 1938 года — командир отряда 3-й тяжёлой бомбардировочной авиационной эскадрильи в составе 7-го тяжёлого бомбардировочного авиационного полка, с 1939 года — участник Советско-финляндской войны.
Участник Великой Отечественной войны с первых дней войны в должности помощника командира 3-й тяжёлой бомбардировочной авиационной эскадрильи в составе 7-го тяжёлого бомбардировочного авиационного полка. С августа по сентябрь 1941 года эскадрилья под его руководством была переброшена на Северо-Западный фронт, для помощи по доставке грузов для выходившей из окружения Лужской оперативной группы. С сентября по декабрь 1941 года эскадрилья под его руководством была переброшена на Ленинградский фронт для доставки продовольствия частям сосредоточенным в районе Ленинграда. С декабря 1941 по январь 1942 года полк в составе 23-й тяжёлой бомбардировочной авиационной дивизии принимал участие в контрнаступлении советских войск под Москвой. С февраля 1942 по сентябрь 1943 года — заместитель командира 7-го авиационного полка дальнего действия, совершив лично более шестидесяти одного боевого вылета, из которых пятьдесят он совершил в ночное время. 31 августа 1942 года Н. Г. Афонин был представлен к званию Герой Советского Союза, но был награждён Орденом Ленина.
С января по июль 1943 года обучался на КУКС при Краснознамённой Военно-воздушной академии. С июля 1943 по сентябрь 1945 года — командир 29-го гвардейского Красносельского авиационного полка дальнего действия в составе Ленинградского фронта с самолётным парком Ли-2, во главе полка участвовал в боях на Курской дуге, в операции «Искра» с целью прорыва блокады Ленинграда, за успешные действия при снятии блокады Ленинграда полку было присвоено почётное наименование «Красносельский». С 1944 по 1945 год в составе 16 воздушной армии полк участвовал в Кёнигсбергской и Берлинской наступательных операциях. С 1941 по 1945 год за период войны им было совершено сто двадцать восемь боевых вылетов на самолётах Ли-2 и ТБ-3. С августа по сентябрь 1945 года в составе своего полка был участником Советско-японской войны, за период войны им было совершено двенадцать боевых и оперативных вылетов.
С мая 1948 по 1953 год — командир 21-й гвардейской транспортной авиационной дивизии в составе 9-й воздушной армии Дальневосточного военного округа. С 1949 года в составе дивизии участвовал в Китайской гражданской войне на стороне Народно-освободительной армии Китая, силами авиации был вывезен в город Урумчи золотой запас Китая, хранившийся в банках Шанхая. С 1951 по 1953 год обучался в Высшей военной академии имени К. Е. Ворошилова. С 1953 по 1964 год — начальник Балашовского высшего военного авиационного училища лётчиков. С 1964 по 1968 год — заместитель командующего ВВС Уральского военного округа по тылу. С 1968 по 1969 год на педагогической работе в Краснознамённой Военно-воздушной академии в должности заместителя начальника специального факультета и начальника учебной части академии. С 1969 года в запасе, но до 1980 года продолжал находиться на педагогической работе в Военно-воздушной Краснознамённой академии имени Ю. А. Гагарина.
Скончался 15 марта 1992 года в Москве, похоронен Монинском мемориальном кладбище.

## Награды
- два ордена Ленина (31.12.1942, 30.12.1956)
- четыре ордена Красного Знамени (07.04.1940, 11.09.1941, 28.08.1945, 17.05.1951)
- Орден Александра Невского (30.03.1944)
- Орден Отечественной войны I степени (01.07.1945)
- Орден Красной Звезды (05.11.1946)
- Орден «Знак Почёта» (15.09.1961)
- Медаль «За отвагу» (16.01.1940)
- Медаль «За боевые заслуги» (03.11.1944)
- Медаль «За оборону Ленинграда» (22.12.1942)
- Медаль «За оборону Сталинграда» (22.12.1942)
- Медаль «За оборону Москвы» (01.05.1944)
- Медаль «За взятие Берлина» (09.05.1945)
- Медаль «За победу над Японией» (30.09.1945)
- Медаль «За победу над Германией в Великой Отечественной войне 1941—1945 гг.» (09.05.1945)[10][11]